# Region Trier

Gebiet der Planungsregion Trier

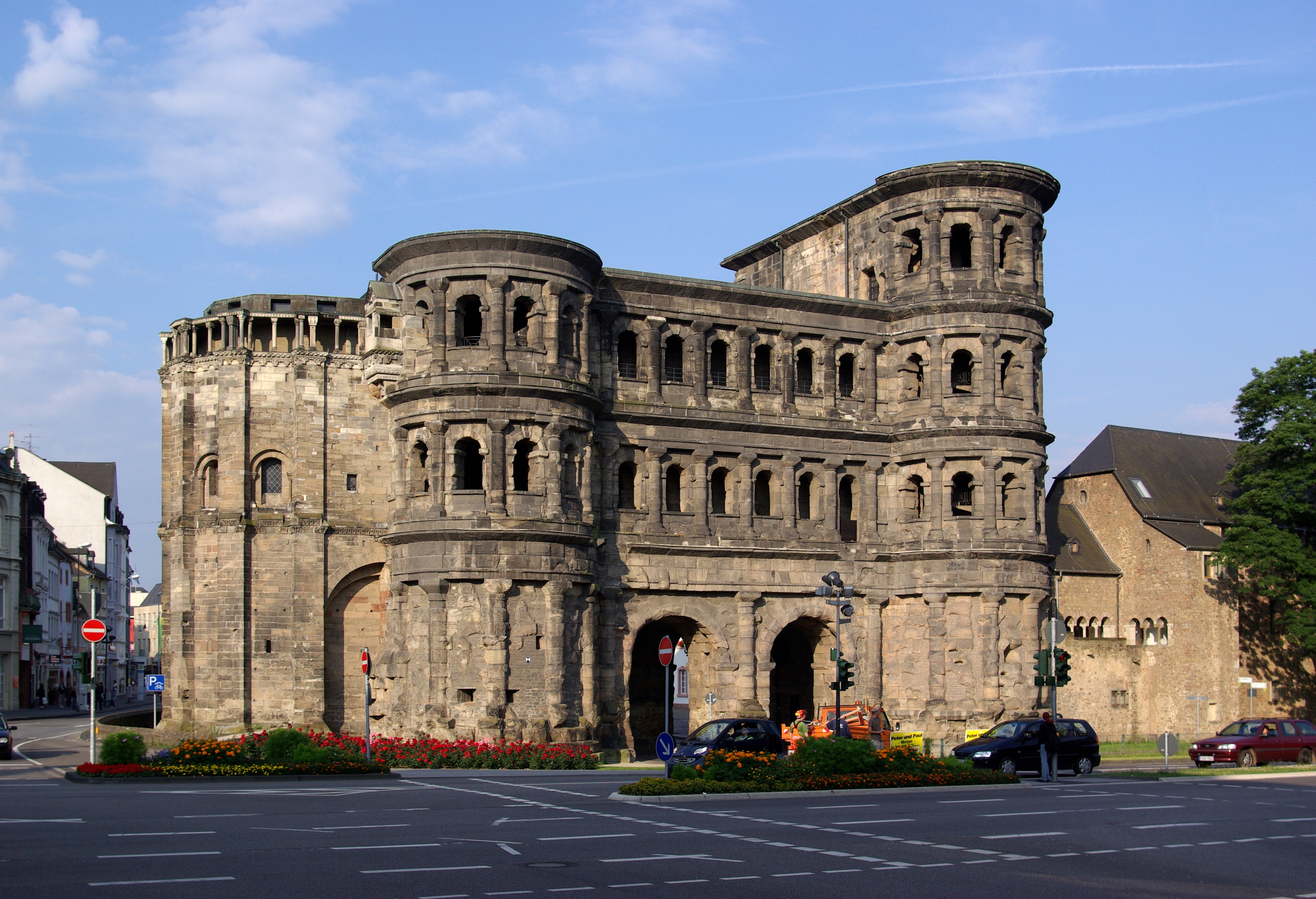
Porta Nigra in Trier

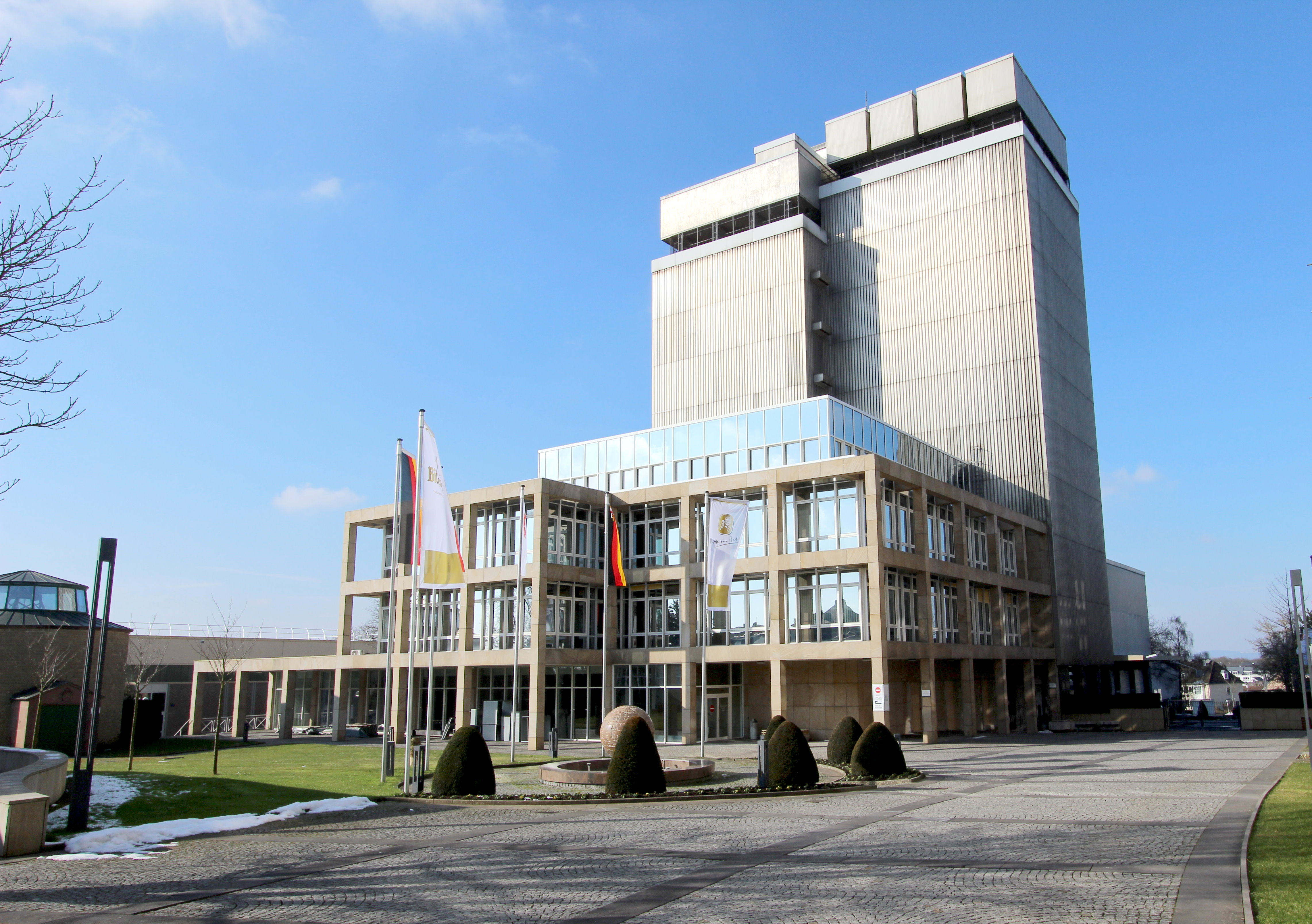
Bitburger Brauerei

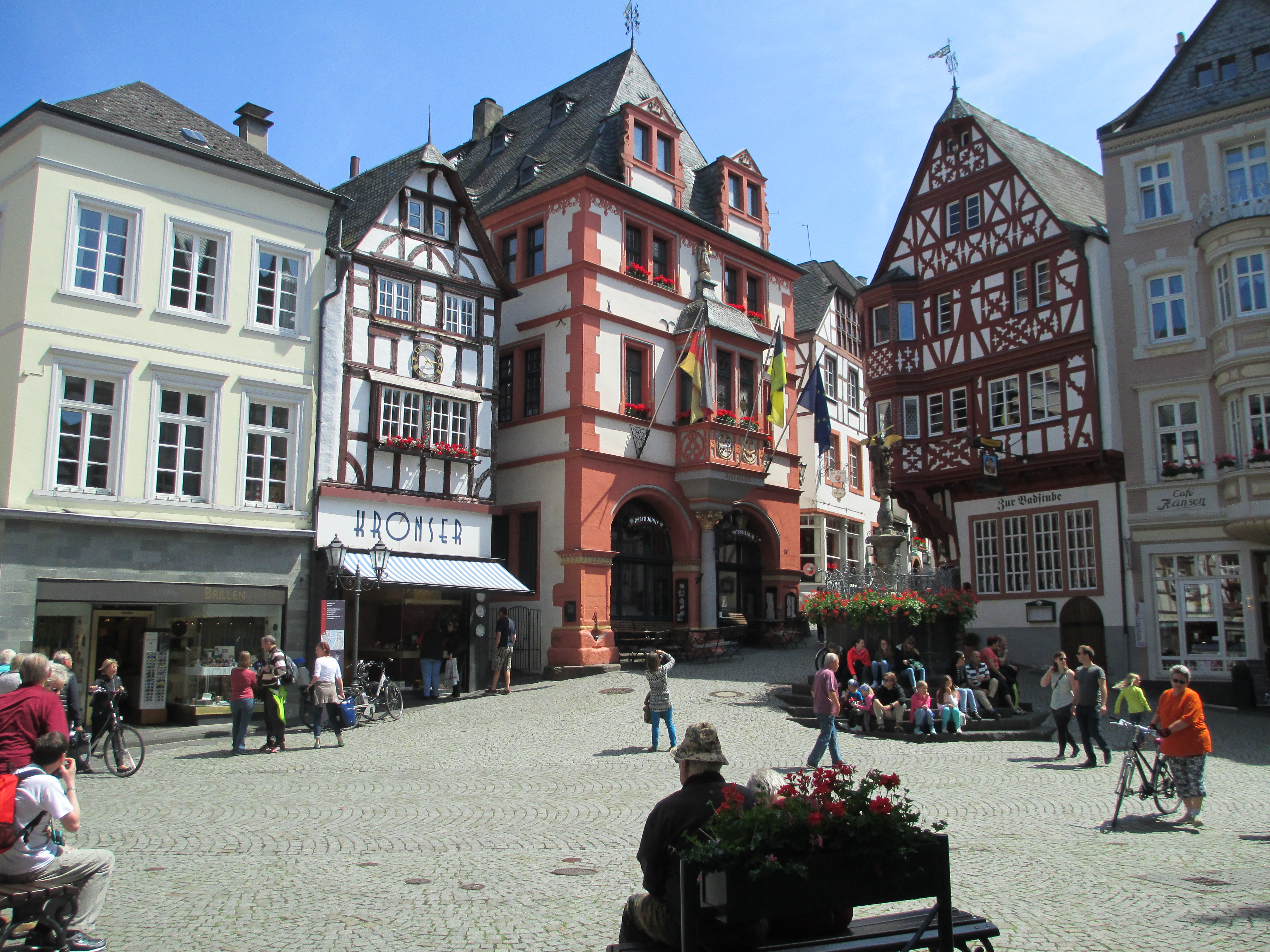
Marktplatz in Bernkastel

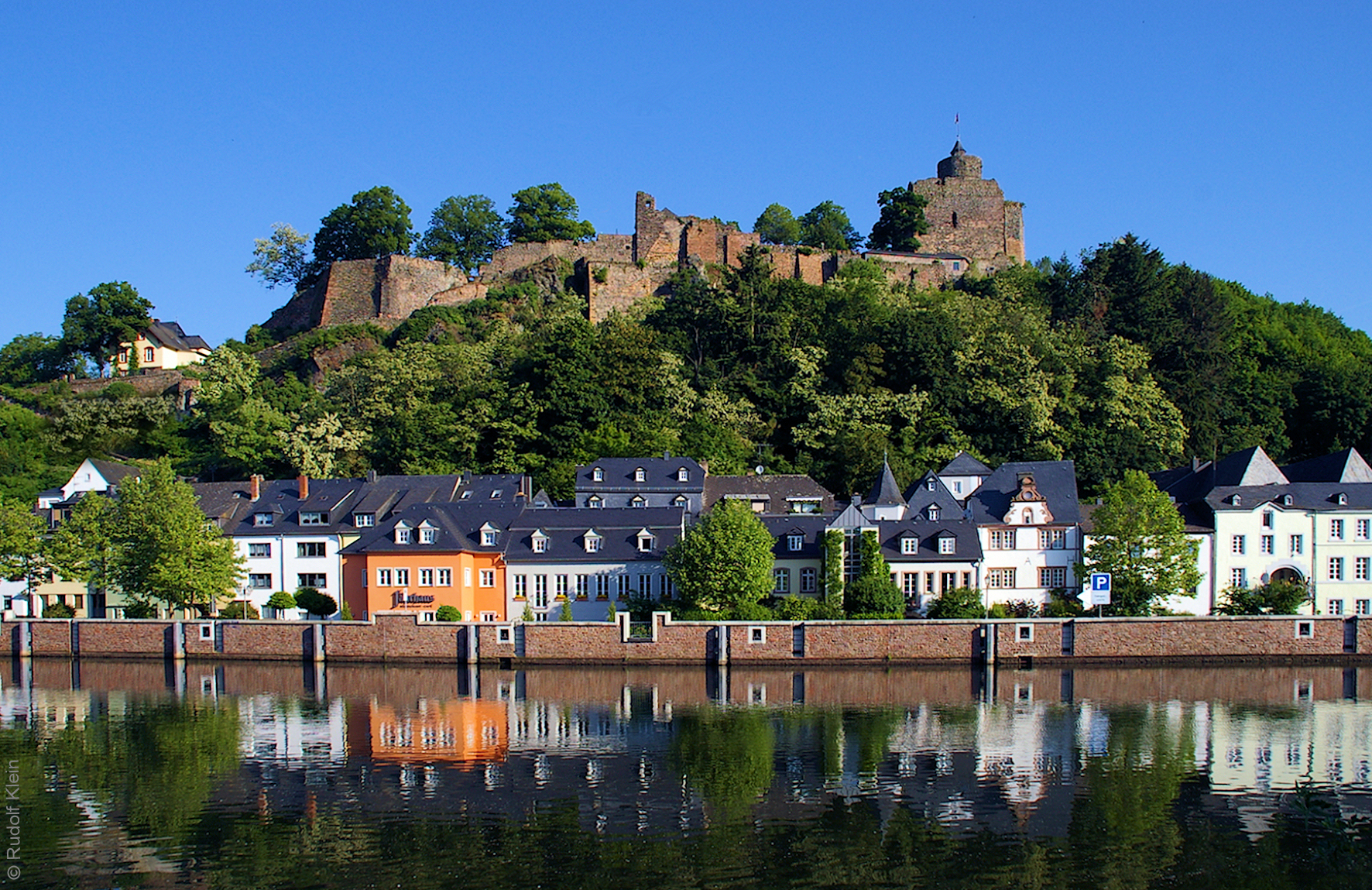
Saarburg

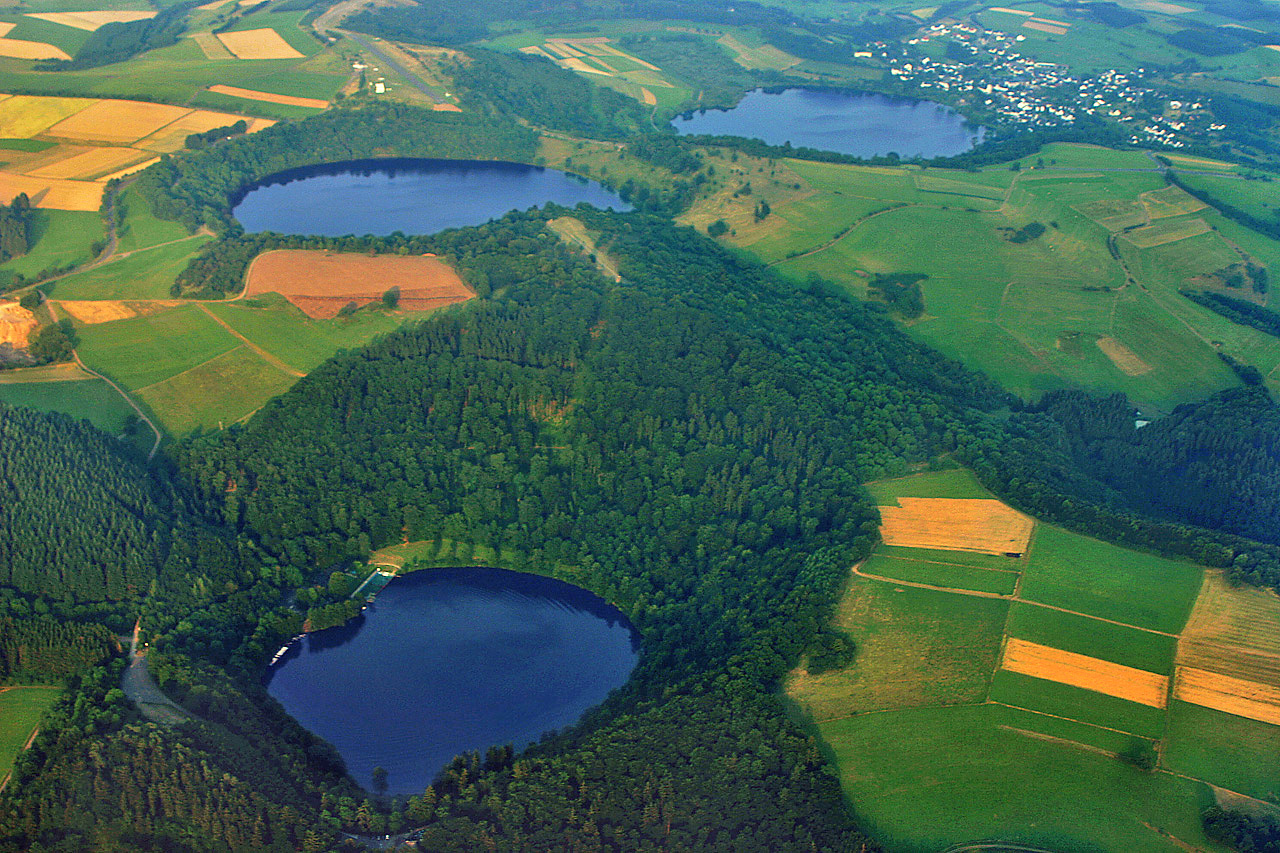
Dauner Maare

Die Region Trier ist eine der fünf Planungsregionen in Rheinland-Pfalz. Sie entspricht in ihren Grenzen dem ehemaligen Regierungsbezirk Trier mit den Landkreisen Bernkastel-Wittlich, Bitburg-Prüm, Trier-Saarburg und Vulkaneifel, sowie der kreisfreien Stadt Trier. Die Planungsregion hat eine Einwohnerzahl von 534.438 und eine Fläche von 4.925 km² (Stand: 2020). Der Verwaltungssitz befindet sich in Koblenz bei der Struktur- und Genehmigungsdirektion Nord, die Geschäftsstelle in Trier. Vorsitzende der Planungsgemeinschaft ist Julia Gieseking (Stand: 2021).
Seit dem 27. September 2011 ist die Region Trier eine anerkannte 100ee-Region für Erneuerbare Energien, da 100 % des Stroms aus Erneuerbaren Energien produziert werden. Der Begriff Region Trier wird auch von verschiedenen nichtstaatlichen Einrichtungen (Industrie- und Handelskammer Trier, Handwerkskammer Trier, Verkehrsverbund Region Trier, Medien) für genau dieses Gebiet verwendet. Der Industriepark Region Trier liegt nordöstlich von Trier zwischen Föhren und Hetzerath. Das Gebiet des Zweckverbandes Abfallwirtschaft Region Trier ist deckungsgleich mit der Region Trier.
Das Gebiet der Region Trier entspricht der NUTS-Region DEB2 Trier. Nach Einwohnerzahl ist sie die kleinste der 38 deutschen NUTS-2-Regionen.

## Ansässige Industrieunternehmen
Industrieunternehmen ab 500 Mitarbeitern in der Region Trier oder mit Hauptsitz in der Region und mindestens 500 Mitarbeitern deutschlandweit:
1. Andreas Stihl AG & Co. KG, Weinsheim, 686 Mitarbeiter (MA)
2. Arla Foods Deutschland GmbH, Pronsfeld, 1070 MA
3. Benninghoven GmbH & Co. KG, Wittlich, 700 MA
4. Biebelhausener Mühle GmbH & Co. KG, Ayl-Biebelhausen, 500 MA
5. Bitburger Braugruppe GmbH, Bitburg, 771 MA
6. Dr. Oetker Tiefkühlprodukte KG, Wittlich, 1345 MA
7. Gerolsteiner Brunnen GmbH & Co. KG, Gerolstein, 799 MA
8. GKN Driveline Trier GmbH, Trier, 533 MA
9. Goodyear Dunlop Tires Germany GmbH, Wittlich, 824 MA
10. Hochwald Foods GMbH, Thalfang, 490 MA
11. Natus GmbH & Co. KG, Elektrotechnische Spezialfabrik für Industrie-Schaltanlagen-Systeme, Trier, 440 MA
12. Papier-Mettler International, Morbach, 1750 MA
13. Prüm-Türen-Werk GmbH, Weinsheim, 680 MA
14. Simon Fleisch GmbH, Wittlich, 514 MA
15. Techniropa Holding GmbH, Daun, 580 MA
16. Tesla Grohmann Automation, Prüm, 720 MA
17. ThyssenKrupp Bilstein, Mandern, 1.200 MA
18. Volvo Construction Equipment Germany GmbH, Konz, 814 MA

## Größte Unternehmen
Die neun größten Unternehmen in der Region Trier sind nach einer Information der Industrie- und Handelskammer Trier:
- Die BBT-Gruppe in der Region Trier hat über 3200 Beschäftigte; zu der Gruppe gehören
  - Krankenhaus der Barmherzigen Brüder (Trier), Nordallee
  - Schönfelderhof in Zemmer
  - Seniorenzentren in Trier und Alf
  - Medizinisches Versorgungszentrum Saarburg
- Das Klinikum Mutterhaus der Borromäerinnen in Trier hat etwa 3000 Beschäftigte; dazu gehören
  - Klinikum Mutterhaus Mitte, Feldstraße
  - Klinikum Mutterhaus Nord, Theobaldstraße
- Die Universität Trier hat über 2000 Beschäftigte.
- Die JT International Germany in Trier ist ein Tabakhersteller mit etwa 1800 Beschäftigten.
- Die Cusanus-Trägergesellschaft Trier ist in mehreren Bundesländern vertreten, auf die Region Trier entfallen beispielsweise das Elisabeth-Krankenhaus in Wittlich oder das Cusanus-Krankenhaus in Bernkastel-Kues. Von den insgesamt etwa 4000 Beschäftigten entfallen circa 1600 auf die Einrichtungen in der Region Trier.
- Die Schloss Wachenheim AG in Trier ist ein Hersteller von Sekt und Schaumwein und hat ca. 1600 Beschäftigte. Das namensgebende Schloss Wachenheim in Wachenheim an der Weinstraße ist ein Teil des Konzerns.
- Das Werk der Dr. August Oetker KG in Wittlich-Wengerohr produziert Nahrungsmittel und hat dort etwa 1500 Beschäftigte.
- Der Standort der Molkereigenossenschaft Arla Foods in Pronsfeld hat etwa 1000 Beschäftigte.
- Das Maschinenbauunternehmen Tesla Grohmann Automation in Prüm hat etwa 1000 Beschäftigte.

## Älteste Unternehmen
Die ältesten Unternehmen in der Region Trier sind nach Auskunft der Trierer Wirtschaftsauskunftei Creditreform:
- 1241: Löwen-Apotheke (Trier)
- 1530: Kelterhaus Brösch (Osann-Monzel)
- 1620: Eifeler Glockengießerei (Brockscheid)
- 1663: Hirschapotheke (Traben-Trarbach)
- 1764: Konrad Kremer Bedachungen (Trier)
- 1797: Zur Blauen Hand (Trier)
- 1804: Fleischerei Adams (Trier)
- 1811: Weingut Karthäuserhof (Trier)
- 1817: Bitburger Brauerei
- 1830: Lambert & Söhne (Trier)
- 1843: Ökumenisches Verbundkrankenhaus (Trier) (bis Ende 2015)
- 1850: Simon Fleisch GmbH (Wittlich)
- 1850: J.Minninger KG (Daun)
- 1855: Heinrich Lütticken GmbH (Wittlich)
- 1860: Leyendecker Holzland (Trier)
- 1864: Dr. Niko Mohr Buchbinderei (Trier)
- 1871: Mallmann Internationale Möbeltransporte (Trier)
- 1871: Johann Rendenbach Jr. (Trier)
- 1875: Trierischer Volksfreund
- 1875: Weisgerber Heizung-Sanitär (Trier)
- 1883: Creditreform Trier Eberhard KG (Trier)
- 1883: Binsfeld Werkstätten für Glasgestaltung (Trier)
- 1894: Hochstetter & Lange GmbH & Co. KG (Trier)
- 1900: Trierer Walzwerk (bis Ende 2014)

## Kommunen
Die Kommunen in der Region Trier ab 5000 Einwohner:
| Bezeichnung                           | Fläche (km²) | Einwohner (2020) |
| ------------------------------------- | ------------ | ---------------- |
| Landkreis Trier-Saarburg              | 1.101,00     | 150.533          |
| Landkreis Bernkastel-Wittlich         | 1.168,00     | 112.685          |
| Kreisfreie Stadt Trier                | 117,06       | 110.674          |
| Eifelkreis Bitburg-Prüm               | 1.626,93     | 100.055          |
| Landkreis Vulkaneifel                 | 911,66       | 60.491           |
| Verbandsgemeinde Saarburg-Kell        | 359,32       | 33.555           |
| Verbandsgemeinde Konz                 | 130,20       | 32.351           |
| Verbandsgemeinde Gerolstein           | 455,29       | 30.762           |
| Verbandsgemeinde Wittlich-Land        | 397,94       | 30.719           |
| Verbandsgemeinde Schweich a. d. R. W. | 164,50       | 28.700           |
| Verbandsgemeinde Bernkastel-Kues      | 248,99       | 27.845           |
| Verbandsgemeinde Bitburger Land       | 429,40       | 25.619           |
| Verbandsgemeinde Daun                 | 316,30       | 22.646           |
| Verbandsgemeinde Trier-Land           | 175,49       | 22.121           |
| Verbandsgemeinde Prüm                 | 465,58       | 21.555           |
| Verbandsgemeinde Südeifel             | 358,44       | 19.388           |
| Stadt Wittlich                        | 49,64        | 19.222           |
| Verbandsgemeinde Ruwer                | 126,60       | 18.403           |
| Verbandsgemeinde Traben-Trarbach      | 204,61       | 17.139           |
| Verbandsgemeinde Hermeskeil           | 145,50       | 15.403           |
| Stadt Bitburg                         | 47,55        | 15.181           |
| Gemeinde Morbach                      | 122,20       | 10.539           |
| Verbandsgemeinde Arzfeld              | 265,89       | 9.622            |
| Verbandsgemeinde Speicher             | 60,07        | 8.690            |
| Verbandsgemeinde Thalfang a. E.       | 144,64       | 7.221            |
| Verbandsgemeinde Kelberg              | 140,07       | 7.083            |
| Stadt Konz                            | 44,54        | 18.244           |
| Stadt Daun                            | 49,02        | 8.001            |
| Stadt Schweich                        | 31,09        | 7.866            |
| Stadt Gerolstein                      | 64,43        | 7.721            |
| Stadt Saarburg                        | 20,36        | 7.489            |
| Stadt Bernkastel-Kues                 | 23,66        | 7.092            |
| Stadt Hermeskeil                      | 30,85        | 6.688            |
| Stadt Traben-Trarbach                 | 31,35        | 5.554            |
| Stadt Prüm                            | 22,87        | 5.529            |
| Region Trier, gesamt                  | 4.925,28 km² | 534.438 Einw.    |